# Kalfou
Kalfou este o comună rurală din departamentul Tahoua, regiunea Tahoua, Niger, cu o populație de 75.446 de locuitori (2001).